# Stephen Sicard
Pour les articles homonymes, voir Sicard.
Stephen Sicard (né le 24 juillet 1964) est un compositeur et musicien français, associé à différents musiciens, à l'origine de nombreux disques de musique new age, et de Logos, un concept artistique musical. 

## Histoire

### De 1987 à nos jours: un parcours dans la musique nouvelle
Stephen Sicard est né en 1964. Il commence la musique par l'étude du violon à six ans, et participe à plusieurs groupes amateurs de musique rock et expérimentale au milieu des années 1980.
En 1987, il publie son premier album de musique new age, "Les Couleurs Sonores", qui l'installe immédiatement dans le paysage des spécialistes français de ce courant musical. Il est aussi l'un des plus gros vendeurs du genre.
Depuis, il n'a cessé d'explorer cet univers sous toutes ses facettes : fusion avec les bruits de la nature, réminiscence de sonorités classiques, détours expérimentaux, rencontres multicolores avec la world music...
La caractéristique principale de son œuvre est avant tout un impact mélodique émotionnel immédiat. Il revendique des influences aussi diverses que Vangelis, Ennio Morricone ou Brian Eno... Fidèle collaborateur du label Art Composite, il a composé à ce jour plus d'une trentaine d'albums.
Stephen Sicard collabore régulièrement avec Eric Aron (pianiste classique), Michel Pépé (compositeur), ainsi que Davina Delor (duo "Gym Tonic", Véronique et Davina), aujourd'hui avance dans sa vraie vie de nonne bouddhiste et médium.
En 2001, il sera l'un des premiers à inaugurer le nouvel espace scénique que Pierre Cardin a fait aménager dans les carrières de son château de Lacoste, dans le Luberon. Ce concert est l'un des points d'orgue de ses nombreuses représentations en public, où ses compositions sont illustrées par de spectaculaires projections d'images ou de vidéos sur écran géant réalisées par Alexis de Castelbajac.

## Discographie

### Albums
- 1987 : Quintessence : Les Couleurs Sonores ;
- 1988 : La Lune des Sages ;
- 1989 : La Vallée des Rêves (avec Charles Cunin) ;
- 1991 : Heliopolis ;
- 1994 : Ève ;
- 1995 : Les Sources du Temps ;
- 1996 : La Porte du ciel ;
- 1997 : Edenia ;
- 1998 : Odyssées ;
- 1999 : Harmonia Millenium (avec Michel Pépé) ;
- 1999 : Les Quatre Eléments ;
- 2000 : Chants des Voûtes Célestes ;
- 2000 : Pierre de Lumière ;
- 2001 : L'Arbre de vie (avec Stephen Clearmount) ;
- 2002 : Les Grands Espaces (avec Stephen Clearmount) ;
- 2002 : La Voie de l'Esprit (avec Eric Aron) ;
- 2003 : Légendes de la Terre et du Soleil ;
- 2004 : Symbiose ;
- 2004 : Lumière de l'Eau ;
- 2005 : Tao (avec Eric Aron) ;
- 2006 : Harmonia Terra (avec Michel Pépé) ;
- 2006 : L'Amour vainqueur (avec Michel Dogna) ;
- 2007 : La Voie du Cœur ;
- 2007 : Sephira ;
- 2008 : Biosphera ;
- 2009 : Espace Intérieur ;
- 2009 : Elevation ;

### Compilations
- 1997 : Discovery - The Best of Logos ;
- 2000 : Elixir - Remix 2000 ;
- 2001 : Reflets - The Very Best of Logos ;